# Kaja Paschalska
Kaja Joanna Paschalska (ur. 25 lutego 1986 w Warszawie) – polska aktorka telewizyjna i piosenkarka, znana głównie z roli Oli Lubicz w serialu Klan.

## Życiorys
Jest absolwentką LXXV Liceum Ogólnokształcące im. Jana III Sobieskiego w Warszawie. Podjęła studia z filologii angielskiej.
Od 1997 gra Olę Lubicz w telenoweli TVP1 Klan, który zapewnił jej popularność.
W 2001 zadebiutowała na rynku fonograficznym albumem studyjnym, zatytułowanym po prostu Kaja Paschalska. Płyta, którą promowała teledyskami do piosenek: „Przyjaciel od zaraz”, „Tylko ty” i „Dla mamy”, rozeszła się w ponad 23 tys. nakładzie. W 2001 za wykonanie utworu „Przyjaciel od zaraz” otrzymała nagrodę im. Anny Jantar w konkursie „Debiuty” na 38. Krajowym Festiwalu Piosenki Polskiej i nagrodę publiczności na Festiwalu Piosenki Zjednoczonej Europy w Zielonej Górze. Również w 2001 była nominowana do nagrody Fryderyk w kategorii nowa twarz fonografii. W 2002 otrzymała Superjedynkę za najlepszy debiut w 2001 na 39. KFPP w Opolu, na którym wystąpiła również z utworem „Wystarczy uwierzyć”. W tym samym roku wystąpiła w programie rozrywkowym Muzyka łączy pokolenia i użyczyła głosu Sabrinie Spellman, głównej bohaterce gry komputerowej Sabrina, nastoletnia czarownica i magiczna czapka. W 2003 wydała album pt. Kaja 2, który promowała singlami: „Nie ma miłości”, „Tak być nie miało” i „Zaufałam sobie”. W 2004 wystąpiła z utworem Lenny’ego Kravitza „Fly Away” w programie Polsatu Muzyczna winda, wzięła udział w sesji zdjęciowej dla magazynu „CKM” i napisała artykuł umieszczony w książce pt. „Między nami kobietami”.
W 2005 w duecie z Funky Filonem nagrała piosenkę „Mała Chinka”, która była szeroko komentowana w mediach. W tym samym roku nagrała cover piosenki Seweryna Krajewskiego „Pogoda na szczęście” (z Tomaszem Stockingerem), wsparła akcję Antykoncepcja w modzie i wystąpiła w teledysku do piosenki „On Christmas Day” nagranym na rzecz akcji społecznej UNICEF w Polsce. W 2006 uczestniczyła w czwartej edycji programu rozrywkowego TVN Taniec z gwiazdami i po raz drugi wystąpiła w sesji zdjęciowej do magazynu „CKM”. W 2009 użyczyła głosu wróżce Iskierce w serii filmów animowanych o Dzwoneczku oraz zaśpiewała piosenki „Życie jest nowelą” i „Tyle samo prawd ile kłamstw” w duecie z Izabelą Trojanowską w koncercie Jedynka, gwiazdy i ty w TVP1. 10 września 2010 zwyciężyła w konkursie „Serialowy przebój lata” na 47. KFPP w Opolu, w którym wykonała utwór „No pokaż na co cię stać” z Piotrem Kupichą i Izabelą Trojanowską. W 2015 zajęła czwarte miejsce w finale trzeciej edycji programu rozrywkowego Twoja twarz brzmi znajomo na Polsacie. W 2017 wydała teledysk do singla „Karma”, który sama wyreżyserowała. Singlem zapowiadała swój nowy album, który miał ukazać się jesienią, jednak nigdy nie został wydany. W 2019 nawiązała współpracę z VNM-em. Nagrała utwór „Fosa” na album rapera pt. Czuz tu daj najs (2019) oraz wystąpiła w teledyskach do jego piosenek: „Tomek” (2019) i „Tak jak ja” (2020). W 2021 nagrała nową wersję piosenki Ryszarda Rynkowskiego „Życie jest nowelą” na potrzeby czołówki serialu Klan. 
W grudniu 2022 wystąpiła w świątecznym wydaniu Szansy na sukces. 30 lipca 2023 w Amfiteatrze Orana w Gdańsku zagrała pierwszy od lat solowy koncert.

### Życie prywatne
W 2023 w wywiadzie dla czasopisma „Wprost” opowiedziała publicznie o swojej depresji i potrzebie pomocy.

## Filmografia
- od 1997: Klan jako Aleksandra Lubicz, córka Krystyny i Pawła
- 2002: Świat według Kiepskich jako Mariola (odc. 116)
- 2005: Bulionerzy jako „Sylwia Nowik” w reklamówce (odc. 33)
- 2011: Hotel 52 jako Bożena Malinowska (odc. 49)

## Dubbing
- 2002: Sabrina Nastoletnia Czarownica i Magiczna Czapka jako Sabrina (gra komputerowa)
- 2008: Dzwoneczek jako Iskierka
- 2009: Dzwoneczek i zaginiony skarb jako Iskierka
- 2010: Dzwoneczek i uczynne wróżki jako Iskierka
- 2011: Dzwoneczek i wielkie zawody w przystani elfów jako Iskierka
- 2012: Dzwoneczek i sekret magicznych skrzydeł jako Iskierka
- 2014: Dzwoneczek i tajemnica piratów jako Iskierka
- 2015: Dzwoneczek i bestia z Nibylandii jako Iskierka

## Spektakle
- 1997: Bambuko jako Zosia (spektakl Teatru Telewizji)
- 2020: Sklep z facetami jako Danka (spektakl teatralny)
- 2021: Najsłodszy owoc jako Sara (spektakl teatralny)
- 2022: Prezent urodzinowy jako Kate (spektakl teatralny)
- 2023: Ślub doskonały (spektakl teatralny)
- 2023: Razem czy osobno (spektakl teatralny)

## Dyskografia

### Albumy
| Rok  | Dane dot. albumu                                                                  | Najwyższa pozycja na liście |
| Rok  | Dane dot. albumu                                                                  | POL                         |
| ---- | --------------------------------------------------------------------------------- | --------------------------- |
| 2001 | Kaja Paschalska - Wydany: 2 lipca 2001 - Wydawca: Magic Records - Formaty: CD, MC | 22                          |
| 2003 | Kaja 2 - Wydany: 12 maja 2003 - Wydawca: Magic Records - Formaty: CD, MC          | 44                          |

### Single
| Tytuł                          | Rok  | Najwyższa pozycja na liście | Album           |
| Tytuł                          | Rok  | 30 ton                      | Album           |
| ------------------------------ | ---- | --------------------------- | --------------- |
| „Tylko Ty”                     | 2001 | 15                          | Kaja Paschalska |
| „Przyjaciel od zaraz”          | 2001 | 7                           | Kaja Paschalska |
| „Dla mamy”                     | 2002 | –                           | Kaja Paschalska |
| „Zaufałam sobie”               | 2003 | –                           | Kaja 2          |
| „Nie ma miłości”               | 2003 | –                           | Kaja 2          |
| „Karma”                        | 2017 | –                           | –               |
| „–” pozycja nie była notowana. |      |                             |                 |

### Inne
| Rok  | Wykonawca/Album                              | Utwór |
| ---- | -------------------------------------------- | --- |
| 2002 | Bravo Hits (Zima 2002)                       | Only You (Am/Pm Remix) |
| 2002 | Zemsta (ścieżka dźwiękowa)                   | - „Oj kot!” (Kaja Paschalska, Blue Café, Marek Torzewski, Perfect, Patrycja Markowska, Zbigniew Wodecki, Justyna Steczkowska, Maryla Rodowicz, Andrzej Piaseczny, Ira, Magda Femme i Ryszard Rynkowski) |
| 2005 | Funky Filon – Pan Fikoł                      | - gościnnie w utworze „Mała Chinka” |
| 2005 | Ona i on – duety miłosne (kompilacja)        | - „Pogoda na szczęście” (oraz Tomasz Stockinger) |
| 2005 | Why Not? & Special Guests – On Christmas Day | - gościnnie w utworze „On Christmas Day” |
| 2019 | VNM – Czuz tu daj najs                       | - chórki w utworze „Wybór” - gościnnie w utworze „Fosa” |